# 新見沼大橋有料道路

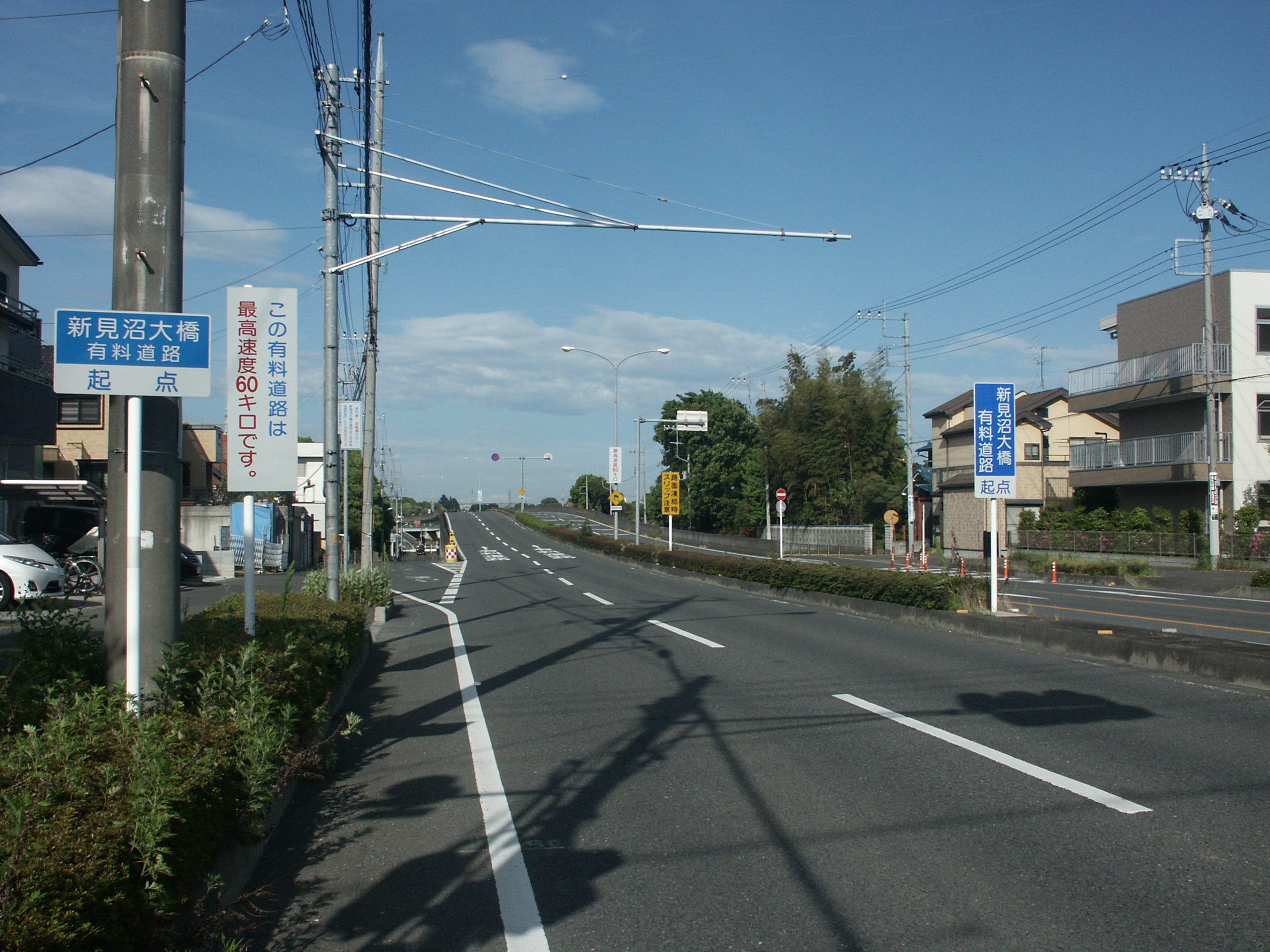
さいたま市緑区芝原三丁目付近

新見沼大橋有料道路（しんみぬまおおはしゆうりょうどうろ）は、埼玉県さいたま市緑区芝原三丁目から緑区大字大崎に至る、埼玉県道路公社が管理する国道463号越谷浦和バイパスの有料道路である。

## 概要
全長1.4キロメートルのうち約1.1キロメートルが新見沼大橋で構成されており、さいたま市東部に広がる見沼田んぼ（見沼代用水西縁と見沼代用水東縁に挟まれた低地）を高架橋で渡る。旧浦和市の国道463号越谷街道の混雑緩和、東北自動車道浦和インターチェンジ、埼玉スタジアム2002へのアクセス道路としての役割を持っている。
事業費約108億円をかけ、1996年（平成8年）に開通した。しかし通行料金を敬遠して迂回路に流れる自動車が多く、利用者が増えなかったことから、2003年（平成15年）にさいたま市の政令指定都市移行時に「新浦和橋有料道路」とともに、さいたま市への移管を埼玉県庁から要請されたものの、さいたま市長の相川宗一は拒否した。結局、新浦和橋有料道路は市に移管・無料開放されたが、新見沼大橋有料道路は埼玉県道路公社の管理と料金徴収が継続され、2026年（令和8年）11月27日までの償還後に、さいたま市に移管される。
2002 FIFAワールドカップ開催時、サポーターバス・選手移動用バスはこの有料道路を通った。国際興業バスは埼玉スタジアムでのJリーグ開催時に、浦和駅間の不定期路線であるJ03系統で通行するようになり、その後の2007年1月に美01系統（浦和駅東口 - 浦和美園駅）が新設され、定期路線においても通行するようになった。
2009年（平成21年）3月24日午前0時からPASMO（およびSuica）での通行料金の支払いが可能となったが、2016年におけるPASMOおよびSuicaでの支払い率は全体の2.62%に留まる。利用台数も低迷し、1日の交通量が目標の半分程度の約7,000台に留まっている。当初は料金所へのETCレーンの設置も検討されたが、1レーン当たり1億7,000万円の設置費がかかり、メンテナンス費用も高額であることから、ETC導入は断念された。建設費約108億円のうち、埼玉県は出資金37億8,000万円の償還返済を断念している。
さいたま国際マラソンのコース（11 - 12キロメートルおよび30 - 31キロメートルの区間）になっており、途中にある料金所も通過した。

## 道路概要
- 路線名 国道463号
- 起点 埼玉県さいたま市緑区芝原三丁目
- 終点 埼玉県さいたま市緑区大字大崎
- 延長 1.4 km
- 規格 第3種第2級
- 車線数 4車線
- 車線幅員 3.25 m
- 設計速度 60 km/h
- 事業費 約108億円

## 通行料金
- 普通車 - 150円
- 大型車(1) - 270円
- 大型車(2) - 590円
- 軽自動車等 - 100円
- 軽車両等 - 20円

## 沿革
- 1992年12月1日：着工
- 1996年11月28日：供用開始

## 交差する道路
- 国道463号（全線）

## 通過市町村

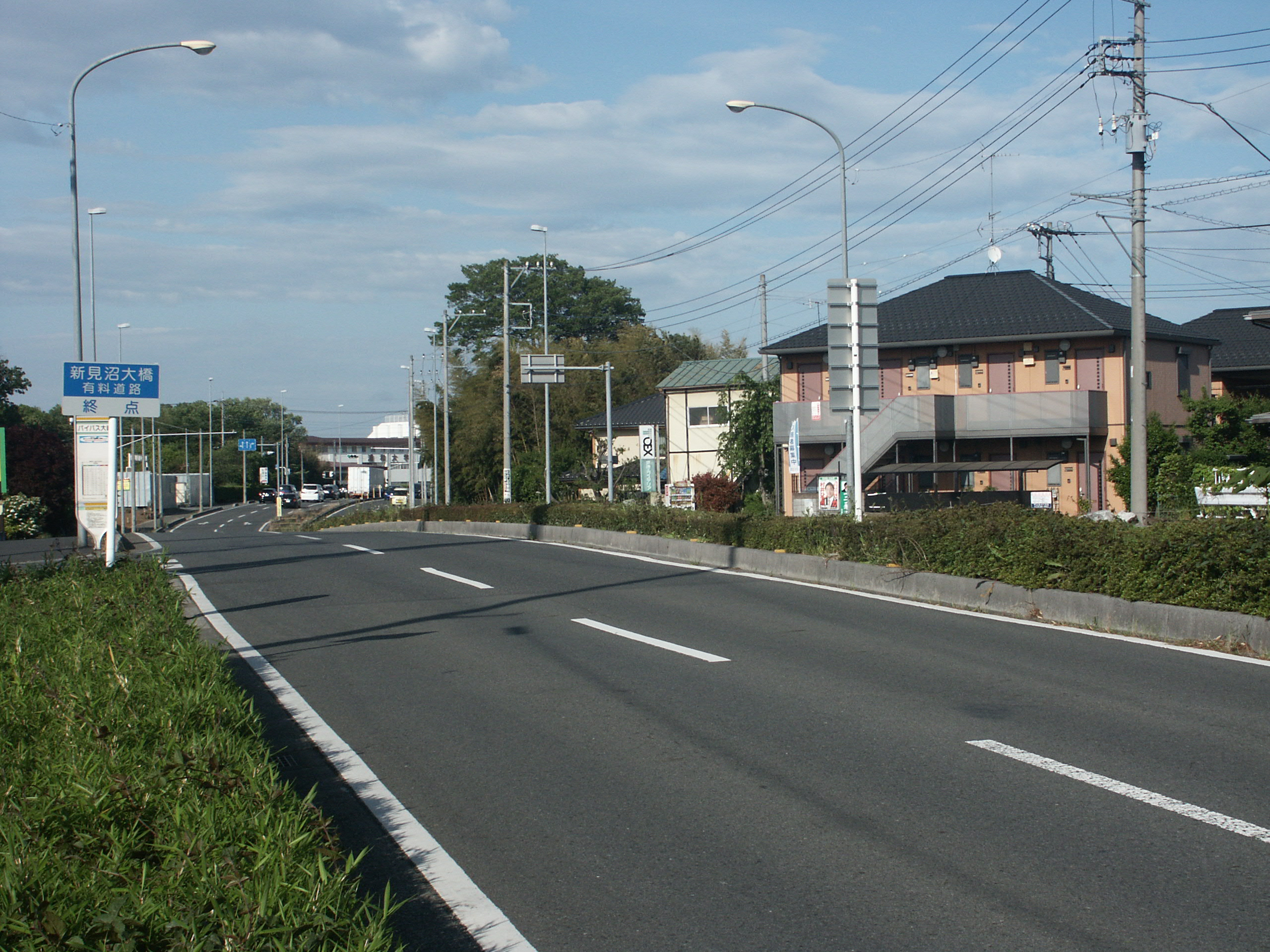
さいたま市緑区大崎付近

- 埼玉県
  - さいたま市（緑区）